# Mauikruiper
De mauikruiper (Paroreomyza montana) is een zangvogel uit de familie Fringillidae (vinkachtigen). Het is een bedreigde, endemische vogelsoort op Hawaï. Deze kruiper werd ook wel beschouwd als een ondersoort van de oahukruiper (P. maculata) samen met de molokaikruiper (P. flammeae) en de hawaiikruiper (Loxops mana) in het geslacht Loxops. 

## Kenmerken
De vogel is 11 cm lang. Het mannetje is helder, goudgeel gekleurd van onder en op de kop en van boven dof olijfgroen, dat op de nek geleidelijk overgaat in het geel van de kop. Het oog is donker, de snavel is gelig tot roze met een donkere waas over de bovensnavel. De poten zijn bruin tot grijs. Het vrouwtje is doffer geel gekleurd en is grijsgroen op de kop.

## Verspreiding en leefgebied
Deze soort is endemisch op Hawaï er waren twee ondersoorten:
- P. m. newtoni: komt voor op eiland Maui.
- P. m. montana: kwam voor op het eiland Lanai, maar stierf daar omstreeks 1937 uit.

Het leefgebied van de mauikruiper bestaat uit vochtig, dicht natuurlijk bos, dat alleen nog aanwezig is boven de 1400 m boven zeeniveau. De vogels worden echter ook in andere typen bos en struikgewas aangetroffen, ook in aangeplante niet inheemse vegetatie.

## Status
De mauikruiper heeft een beperkt verspreidingsgebied en daardoor is de kans op uitsterven aanwezig. De grootte van de populatie werd in 2016 door BirdLife International geschat op 20 tot 50 duizend volwassen individuen en de populatie-aantallen nemen af door habitatverlies. Het leefgebied wordt aangetast door ontbossing waarbij natuurlijk bos in het laagland wordt omgezet in gebied voor agrarisch gebruik zoals beweiding met geiten en varkens.Verder worden inheemse vogelsoorten bedreigd door parasieten die door uitheemse soorten muggen worden overgedragen en veroorzakers zijn van een voor vogels dodelijk soort malaria. Om deze redenen staat deze soort als bedreigd op de Rode Lijst van de IUCN.